# Satisfacción parental
La satisfacción parental alude a un estado emocional en el cual los padres de familia desarrollan una aceptación genuina en su compromiso de ser padres, permitiéndose una valoración positiva de los métodos empleados en sus hijos y en los resultados que ha derivado la realización de la tarea. Tiene importantes repercusiones no solo en el desarrollo de los hijos sino también en el crecimiento adulto de los padres y es uno de los factores más importantes junto con la autoeficacia y el afrontamiento.

## Origen
El término fue acuñado por la psicóloga estadounidense Jacqueline Jarrett Goodnow en un artículo publicado en 1988, el cual investiga las ideas, acciones y sentimientos de los padres en relación con la crianza de sus hijos. En él se llega a la conclusión de que los padres sólo podrán alcanzar la capacidad total para ejercer su rol cuando adquieran hábitos de reflexión sobre las conductas que tienen y las emociones que les generan sus hijos con el fin de explorar por qué las tienen y para qué las tienen.

## Importancia
Se sostiene que la satisfacción parental es alta cuando se emplean los métodos educativos que los padres valoran como positivos y le permiten alcanzar el estándar ideal de crianza y educación que se habían forjado originalmente, es decir, cuando sus expectativas son colmadas. Sin embargo, puede ser baja cuando los resultados esperados en la educación de los hijos difiere con los resultados obtenidos. Como la tarea de ser padres es llevada a cabo conjuntamente, el hecho de usar pautas educativas no consensuadas entre ambos también puede ser indicador de fuertes discrepancias.
Los motivos por los cuales la satisfacción parental puede subir o bajar depende de muchos factores (cantidad de hijos, situación económica o actitud de los padres) que deben contemplarse en un escenario sociocultural de alta complejidad.

## Métodos de intervención
Existen diferentes programas de asistencia que permiten propiciar la satisfacción parental. 

### Modelo académico
Adquisición de conceptos sobre el desarrollo y la educación desde un aprendizaje formal

### Modelo técnico
Adquisición de técnicas y procedimientos basados en la modificación de la conducta desde un aprendizaje social experto

### Modelo experiencial
Uno de ellos consiste en la intervención desde un eje sociocultural en el cual pueda producirse una construcción compartida entre diferentes realidades familiares.